# Salvinorine A
La salvinorine A est une substance hallucinogène active du groupe des salvinorines. Elle est le principal constituant psychotrope actif de la plante enthéogène Salvia divinorum (sauge des devins), qui est employée depuis longtemps dans le chamanisme mexicain, spécifiquement dans la région d'Oaxaca.  
Le mécanisme d'action de cette molécule, très particulier par rapport à celui des autres hallucinogènes, a longtemps été mystérieux. En 2002, la cible pharmacologique de la salvinorine A a été mise en évidence par Roth et ses collaborateurs. Cette substance est un agoniste sélectif des récepteurs opioïdes kappa (appelés KOR pour kappa opioid receptor) et est le premier composé connu agissant sur ces récepteurs qui ne soit pas un alcaloïde. Les effets psychotropes de la salvinorine A sont similaires à ceux des autres agonistes des récepteurs opioïdes kappa.

## Historique
La salvinorine A a été isolée de façon indépendante à partir des feuilles de Salvia divinorum en 1982 par Alfredo Ortega au Mexique et en 1983 par Leander J. Valdes III aux États-Unis.

## Potentiel thérapeutique
Les modes d'action très particuliers et hors du commun de la salvinorine A intriguent beaucoup les scientifiques. Par exemple, Bruce Cohen et ses collègues d'Harvard ont étudié le potentiel thymorégulateur de la salvinorine A, piste de traitement chez des personnes bipolaires. De plus, en activant les récepteurs opioïdes "kappa", la salvinorine pourrait réduire la dépendance aux stimulants.
D'autres chercheurs soutiennent l'hypothèse que la salvinorine A peut amoindrir les symptômes chez les personnes souffrant de psychose et troubles dissociatifs.

## Chimie
La salvinorine A est un diterpène de la famille des néoclérodanes (en).
Elle peut être synthétisée par acétylation de la salvinorine B, qui est inactive.
Sa synthèse totale a été effectuée par plusieurs groupes,.